# Stamboom Anna van Nassau-Dietz (1710-1777)
| Stamboom Anna van Nassau-Dietz (1710-1777)                                      | Stamboom Anna van Nassau-Dietz (1710-1777)                                                                                                | Stamboom Anna van Nassau-Dietz (1710-1777)                                                        |
| ------------------------------------------------------------------------------- | --- | ------------------------------------------------------------------------------------------------- |
| Grootouders                                                                     | Hendrik Casimir II van Nassau-Dietz (1657-1696) x 1683 Amalia van Anhalt-Dessau (1666-1726)                                               | Karel Lodewijk van Hessen-Kassel (1654-1730) x 1673 Maria Anna van Koerland (1653-1711)           |
| Ouders                                                                          | Johan Willem Friso van Nassau-Dietz (1687-1711) x 1709 Maria Louise van Hessen-Kassel (1688-1765)                                         | Johan Willem Friso van Nassau-Dietz (1687-1711) x 1709 Maria Louise van Hessen-Kassel (1688-1765) |
| Anna van Nassau-Dietz (1710-1777) x 1727 Frederik van Baden-Durlach (1703-1732) | |                                                                                                   |
| Kinderen                                                                        | Karel Frederik (1728-1811) x 1751 Caroline Louise van Hessen-Darmstadt (1723-1783) x 1787 Luise Karoline Geyer von Geyersberg (1768-1820) | Willem Lodewijk (1732-1788)                                                                       |
| Kleinkinderen                                                                   | Karel Lodewijk (1755-1801) Frederik (1756-1817) Lodewijk I (1763-1830) Leopold (1790-1852) Willem (1792-1859) Amalia (1795-1869)          | ?                                                                                                 |